# 三味線

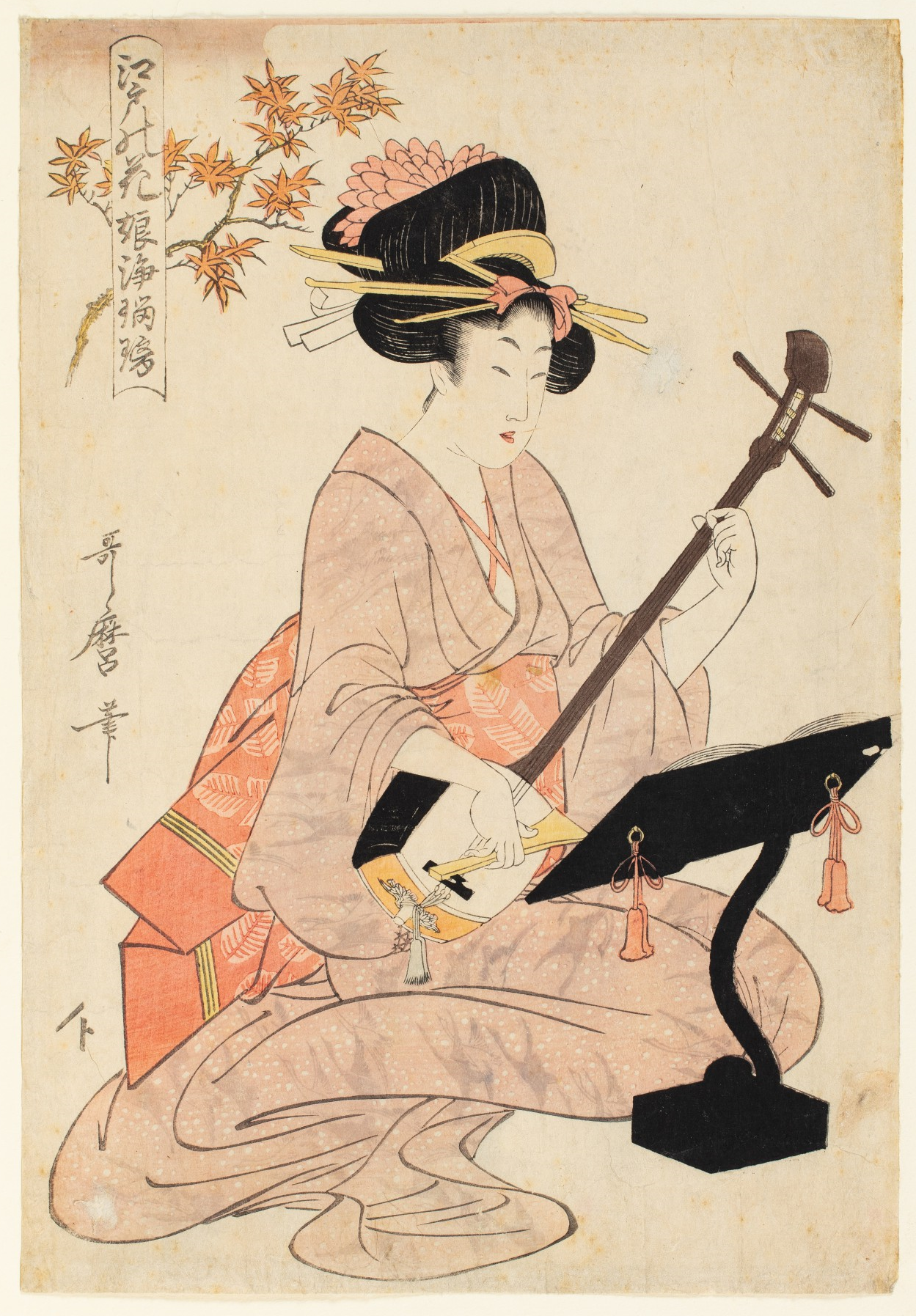
三味線を弾く女。喜多川歌麿『江戸の花 娘浄瑠璃』享和3年（1803年）。

三味線（しゃみせん）は、日本の有棹弦楽器。もっぱら弾（）いて演奏される撥弦楽器である。四角状の扁平な木製の胴の両面に猫や犬の革を張り、胴を貫通して伸びる棹に張られた弦を、通常、イチョウの葉の形をした撥（）で弾き演奏する。

## 概説

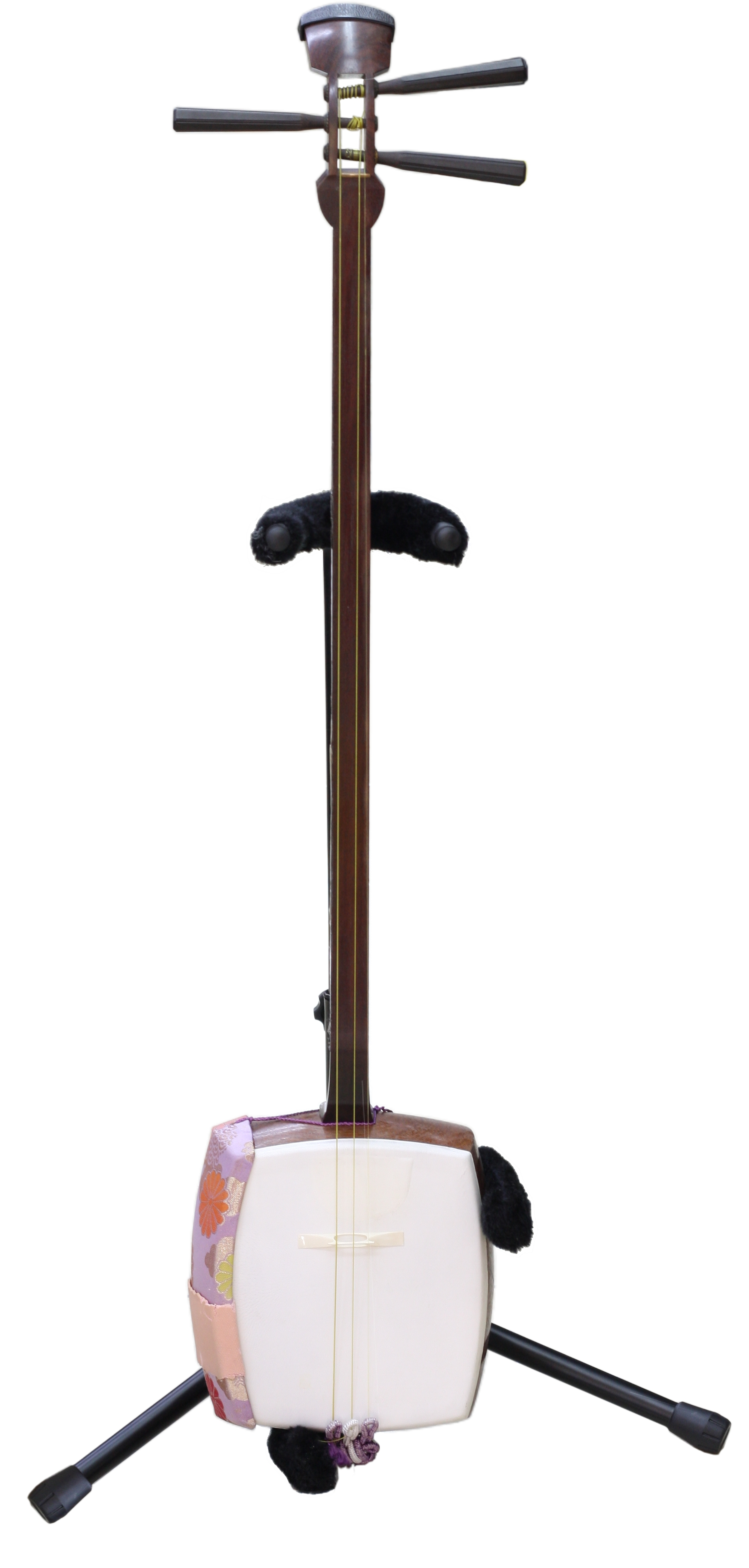
三味線

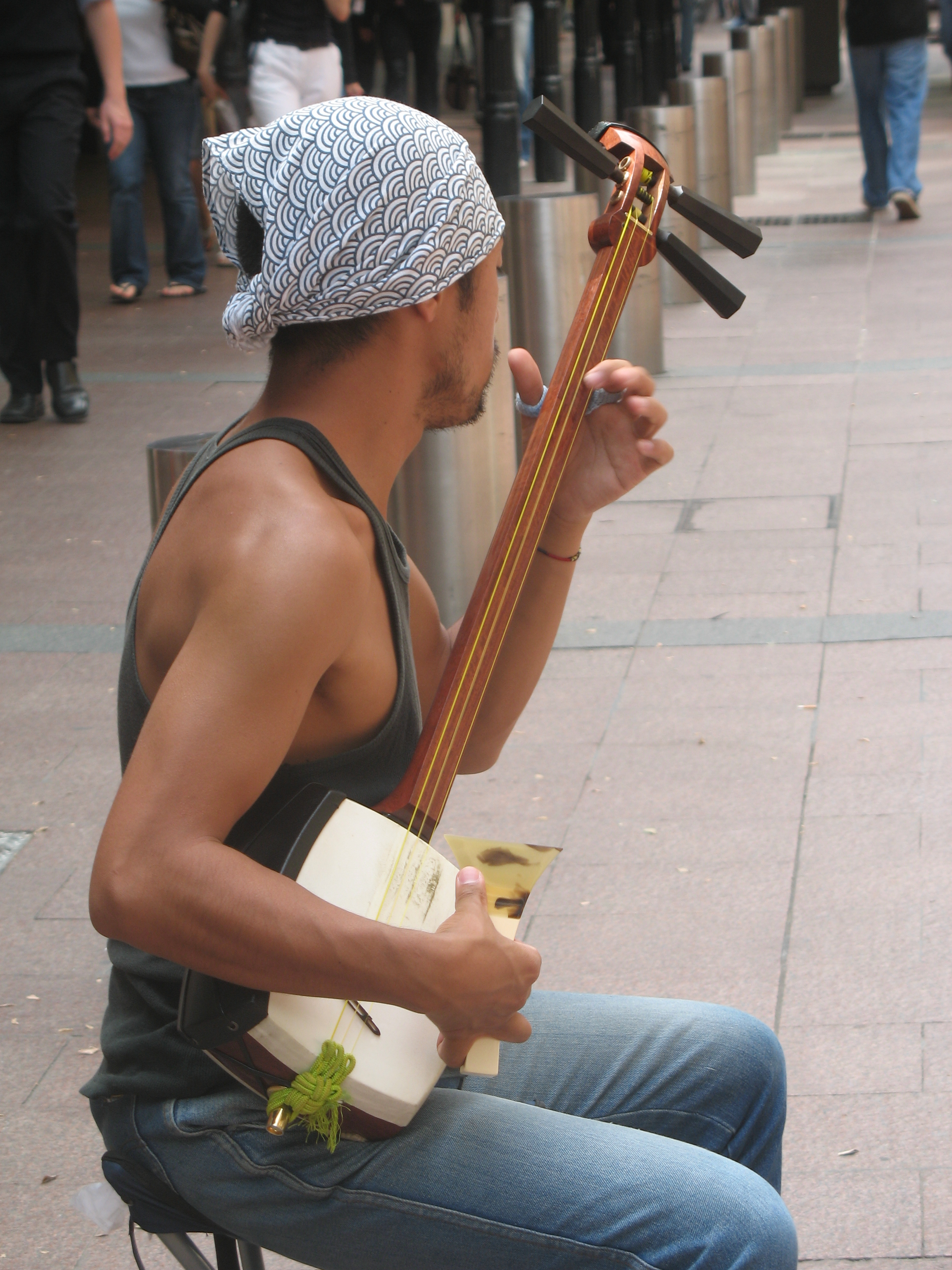
路上で三味線を弾く男性

成立は15世紀から16世紀にかけてとされ、戦国時代の永禄年間（1558～1569）に琉球（現在の沖縄県）から大阪の堺に伝来したもの。他の多くの和楽器と比べ「新しい楽器」である。基本的にはヘラ状の撥を用いるが、三味線音楽の種目により細部に差異がある。近世邦楽の世界、特に地歌・箏曲の世界（三曲）等では「三弦（）」、または「三絃」と呼称し、表記する事も多い。雅語として「みつのお（三つの緒）」と呼ばれることもある。沖縄県や鹿児島県奄美群島では三線（）とも呼ぶ。
楽器本体は「天神」（糸倉）、「棹」（ネック）、「胴」（ボディ）から成る。さらに棹は上棹、中棹、下棹の3つに分割出来るものが多く、このような棹を「三つ折れ」という。これは主に収納や持ち運びの便のため、また棹に狂いが生じにくくするためである。分割されていないものもあり、「延棹（）」と称される。逆に5つ以上に分割できるものもある。
素材には高級品ではコウキ材（インド産）を用いるが、シタン、カリン（花林）材（タイ王国やミャンマー、ラオスなどの東南アジア産）の棹もある。以前はカシ、クワ製も多かった。最近一部ではスネークウッドを使うこともある。特殊なものとしてビャクダンやタガヤサンを使うこともある。固く緻密で比重の高い木が良いとされる。胴は全て花林製だが昔は桑、ケヤキのものもあった。上級品では、内側の面に鑿（のみ）で細かな模様を一面に彫り込む。これを「綾杉」といい、響きを良くすると言われている。

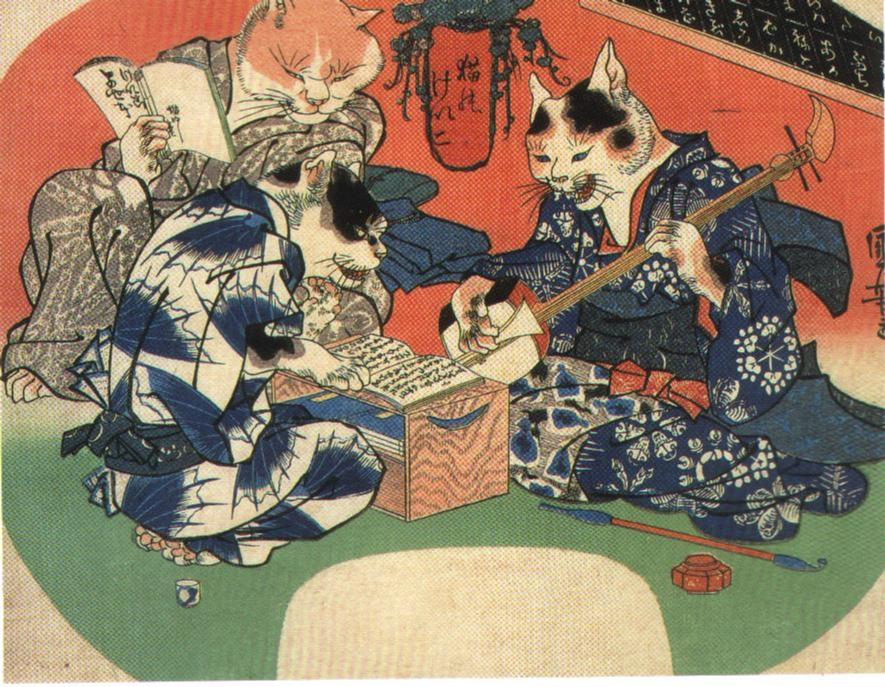
三味線の練習をしている猫

革は一般に琉球三線のニシキヘビの皮と異なり、猫の腹や犬の皮を使用していたが、高価な事と、動物愛護法の観点から現在は両方とも使用されなくなってきており、代替素材として羊皮や合成皮革に移り変わっているが、津軽三味線は例外を除き犬革を使用する。雌猫は交尾の際、雄猫に皮を引っ掛かれてしまうため雌猫の皮を用いる場合は交尾未経験の個体を選ぶ事が望ましいと言われることもある。実際には交尾前の若猫の皮は薄い為、傷の治ったある程度の厚みの有る皮を使用することが多い。合成製品を使用する場合もあるが、音質が劣るため好まれない。三味線が良い音を出すためには、胴の大きさの範囲内で厚みのある皮を使うことが必須となる。このため牛革では大きすぎる。小動物で入手が容易な理由で、琉球時代の三線から改変を経て猫や犬が使用され、試行錯誤の末に江戸時代に現在の形が完成された。現在は、猫や犬の皮はほとんどが輸入品である。また、皮以外の棹の材料の紅木をはじめ胴と棹の材料である花林、糸巻きに使用される象牙や黒檀、撥に使う鼈甲なども同様である。
現代では、胴に合成紙を張るなどした簡易版の三味線も製作されている。入門用や、動物愛護を重視する欧米観光客の日本土産として購入されている。猫などの皮を使っていると知って三味線を習うことを躊躇する人もいるため、三味線に張っても音質が良い人工皮革を開発した職人もいる。
糸（弦）は三本で、絹製。絹糸は白色だが、ウコン粉で黄色に染色する。これは、江戸時代までの、絹糸を採取するカイコの繭が黄色であったことを反映したものと考えられている。津軽三味線に関しては、ナイロンやテトロン製の糸を用いる事もある。太い方（構えた際の手前の方）から順に「一の糸」「二の糸」「三の糸」と呼ぶ。それぞれ様々な太さがあり、三味線音楽の種目ごとに使用するサイズが異なる。

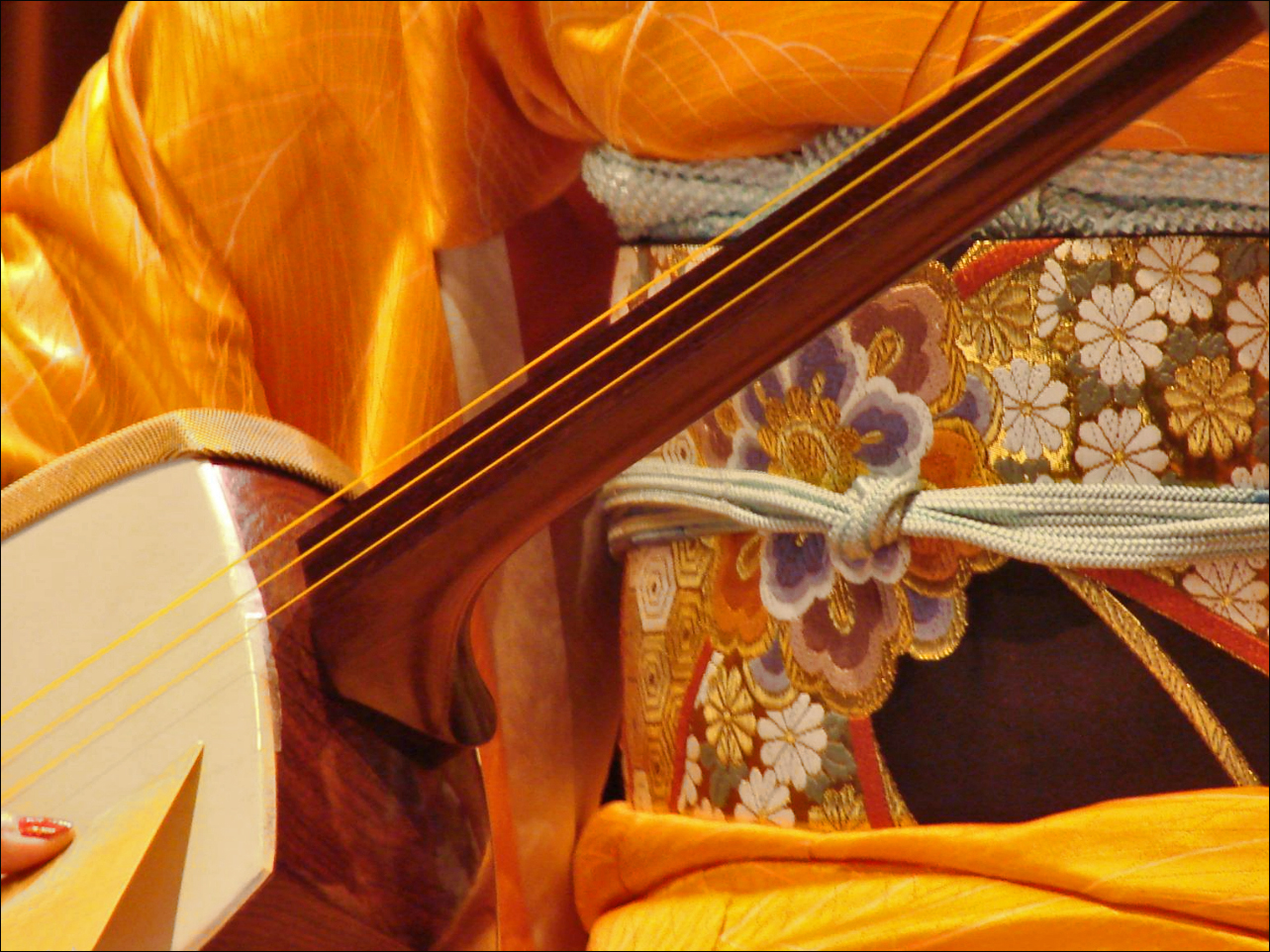
三味線を弾く人

通常、一の糸の巻き取り部の近くに「さわり」と呼ばれるシタールの「ジュワリ」と同種のしくみがある。これは一の糸の開放弦をわずかに棹に接触させることによって「ビーン」という音を出させるもので、倍音成分を増やして音色に味を付け、響きを延ばす効果がある。これによって発する音は一種のノイズであるが、三味線の音には欠かせないものである。「さわり」の機構を持つ楽器は琵琶など他にもあるが、三味線の特徴は一の糸のみに「さわり」がついているにもかかわらず、二の糸や三の糸の特定の押さえる場所にも（調弦法により変化する）、共鳴によって同様の効果をもつ音があることである。これにより響きが豊かになるとともに、調弦の種類により共鳴する音が変わるので、その調弦法独特の雰囲気をかもし出す要因ともなっている。「東さわり」と呼ばれる棹に埋め込んだ、螺旋式のさわりもある。

## 調弦
三味線にあっては、調弦は複数のパターンがあり、曲によって、また曲の途中でも調弦を変化させる。基本の調弦は次の通りである。調弦法が多種あるのは、異なる調に対応するためと、響きによる雰囲気の違いのためである（詳しくは「地歌」を参照）。現在では三味線の調弦に対応したチューニング・メーターも販売されている。
本調子（）一の糸に対し、二の糸を完全4度高く、三の糸をオクターブ高く合わせる。一の糸がCならば二の糸はF、三の糸は高いCとなる。
二上り（）一の糸に対し、二の糸を完全5度高く、三の糸をオクターブ高く合わせる。本調子の二の糸を上げるとこの調子になる事から。沖縄県では「二上げ」とも言う。C-G-Cとなる。
三下り（）一の糸に対し、二の糸を完全4度高く、三の糸を短7度高く合わせる。本調子の三の糸を下げるとこの調子になる事から。沖縄県では「三下げ」とも言う。C-F-B♭となる。

## 種類
伴奏する内容に合わせて幾つかの種類がある。一般に、細棹・中棹・太棹に大別される。

### 細棹
- 長唄三味線：細棹。象牙製の撥を用いる。歌舞伎音楽等で使用。

### 中棹
- 常磐津三味線：中棹。
- 清元三味線：中棹。
- 地歌三味線：中棹。高いポジションを多用するため、棹の胴との接合部が他の三味線とは異なっている。「津山撥」という象牙製の撥を用いる。

地歌の三味線自体は「三弦（三絃）」と呼ばれる事が多い。「三曲」とも呼ばれ、地歌及び箏、胡弓、尺八との合奏に使用。
- 新内三味線：中棹。爪を用い、立って演奏する「新内流し」が有名。
- 民謡三味線：中棹。民謡の三味線は、素朴な音色のする中棹が多く使われるが、太棹または細棹を使う地域や曲目もたくさんみられる。

### 太棹
- 義太夫三味線：太棹。大きく厚い撥を用いる。浄瑠璃等で使用。
- 浪曲三味線：太棹。
- 津軽三味線：太棹。先端が鼈甲製の小ぶりの撥を用いる。津軽民謡の伴奏に使用。

### その他
柳川三味線（京三味線）三味線の最も古い形。細棹より更に細い。
三線（）沖縄県と鹿児島県奄美群島で用いられる。日本本土のものより小型でスケールも短く、インドネシアニシキヘビの皮と、黒檀製漆塗りの棹に特徴がある。撥も本土のものとは異なり、水牛の角で作られた爪（沖永良部島以南）や、竹を薄く削った細い棒状のもの（奄美大島、喜界島、徳之島）で弾く。
ゴッタンかつて薩摩藩の支配下にあった奄美群島以南を除く鹿児島県全域から、隣接する宮崎県の一部に残る楽器。全体が杉材で作られ、胴の部分には動物の皮を張らず板張りされている。
四代目杵屋佐吉の考案によるもの
四代目杵屋佐吉（1884年 - 1945年）は、より低音を演奏可能としたセロ三味線、また巨大化してさらに低音を演奏可能とした大三味線（豪絃）を開発した。同氏はまた逓信省技師の石田一治が開発した電気三味線「咸絃（）」も開発、演奏している

## 歴史・関連楽器
三味線は楽器分類学上「リュート属」に属し、その中でも胴に長い棹を差し込んだ形状をしており、このような楽器は世界各地に見られ、ギターやシタールも同じ仲間と見なされている。いっぽう同じリュート属でも琵琶やリュートなど棹と胴が一体化もしくはそれに近いものとは別の系統とされる。
楕円形の胴に革を張り、棒状の長い棹を取り付けたリュート属弦楽器は、すでに古代エジプトの壁画に見られる。しかしこれが三味線の直接的な祖先かどうかは分からない。一方同じような楽器が中国秦代にも現れ、やがて奚琴となり、トルコ族によって中東に伝えられてラバーブになった。このラバーブが後に中東及びイラン（ペルシャ）のセタールとなったという説がある（胡弓演奏家・原一男による「擦弦楽器奚琴起源説」）。セタールは「3つの弦（糸）」の意であり、これが三味線の祖先とされる。のち中国に入り、三弦（サンシェン）が生まれる。
琉球王国（現在の沖縄県）と中国大陸（福州）との貿易により琉球にもたらされ、宮廷音楽に採り入れられて三線（サンシン）となった。そのため、沖縄県では「サンシン」と「シャミセン」との二つの呼称が併存している。
16世紀末、琉球貿易により堺に宮廷音楽や三線がもたらされ、堺の琵琶法師の仲小路（なかのこうじ）により琉球の“蛇皮線（）”が三味線へと改良された。現存する豊臣秀吉が淀殿のために作らせた三味線「淀」は、華奢ではあるがすでに基本的に現在の三味線とほとんど変わらない形状を示している。伝来楽器としての三線には当道座の盲人音楽家たちによって手が加えられていったとする説があり、三線が義爪を使って弾奏していたのを改め、彼らが専門とする「平曲（平家琵琶）」の撥を援用したのもそのあらわれと言われる。彼らは琵琶の音色の持つ渋さや重厚感、劇的表現力などを、どちらかといえば軽妙な音色を持つ三味線に加えるためにさまざまな工夫を施したと思われる。とりわけ安土桃山時代から江戸初期にかけて活動した石村検校は、三味線の改良、芸術音楽化、地歌の成立に大きく関わった盲人音楽家だと推測されている。
こうして軽重哀楽の幅広い表現が可能となった三味線を用いて、江戸時代に入るとすぐ石村検校らにより最初の三味線音楽種目である地歌が生みだされた。また、語り物である浄瑠璃の伴奏楽器として取り入れられ、以降の三味線音楽は「歌いもの」「語りもの」の二つの流れに分かれ、さらに分化を繰り返して発展していく。都市の芸術音楽から流行歌、やがて地方の民謡にまで盛んに使われるようになり、様々な近世邦楽をリードし、支え、改良が加えられ、三味線は日本を代表する弦楽器となった。
江戸時代後期、文政年間に長崎の出島に滞在したオランダ商館長のヘルマン・フェリックス・メイラン（在職: 1826年 - 1830年）は、日本の音楽事情について「楽器の中では三味線が一番ひろく用いられる」と記している。

## 三味線に関する言葉や地名

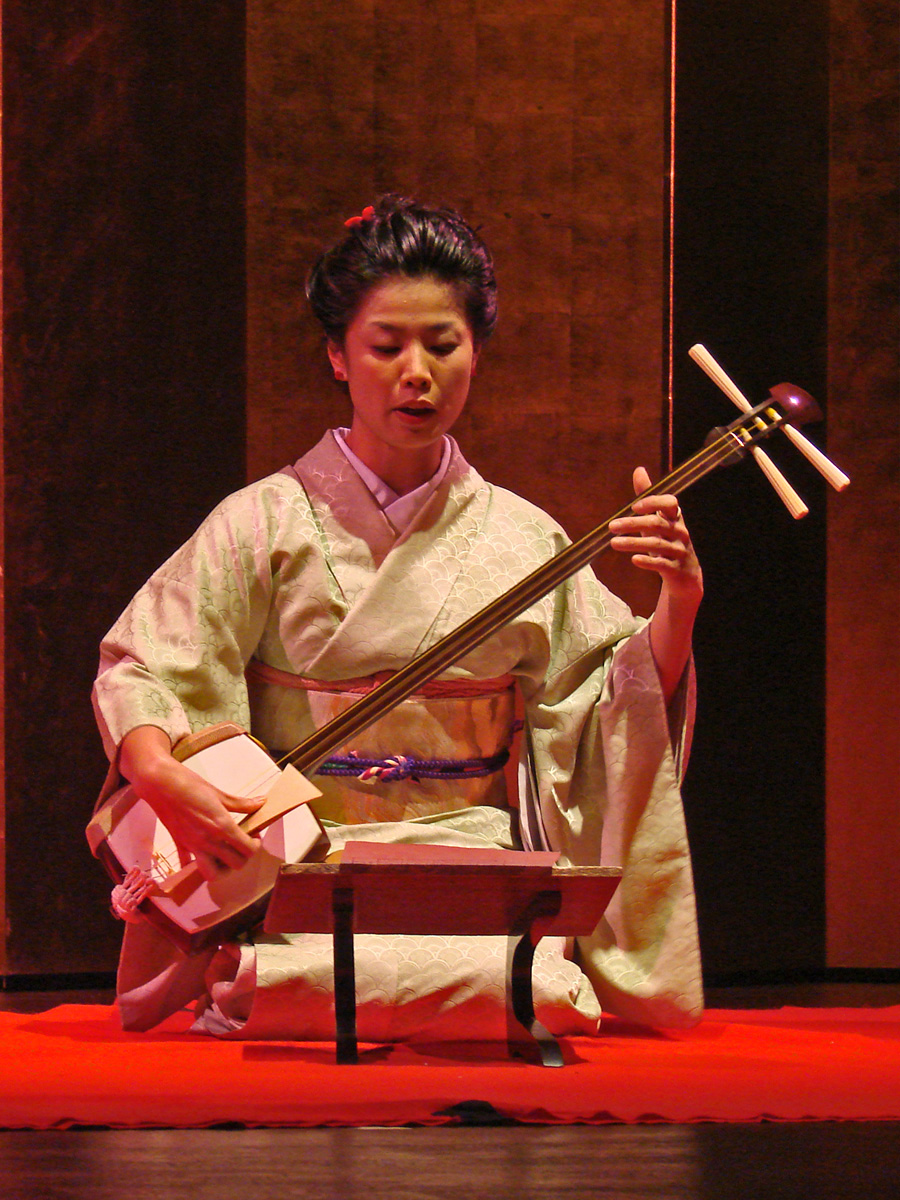
日原史絵

- 相手に「調子を合わせて」油断させることを「三味線を弾く」という。スポーツの予選における駆け引きで、本来の実力を隠してライバルを油断させることなど。よく似た表現の「口三味線（）」は、口で三味線の音色を真似る事から相手を騙す、偽物、虚言という意味。
- シャミセンガイは、腕足動物門腕足綱無穴目シャミセンガイ科に属する動物。殻を胴、長い尾を棹に見立てたもの。
- ナズナ（アブラナ科の植物）の俗名として「ペンペン草」がある。これは果実が三味線の撥に似ているため、三味線音の擬音「ペンペン」を冠したもの。
- 漁業従業者や魚釣りの愛好家の間では、疑似餌の材料に使用される猫の皮を「シャミ」と呼ぶ。
- 三味線島 - 香川県坂出市にある三味線の形をした島[11]。
- 三味線橋 - 東京都中野区にある「なごり橋」。この近くでいつも三味線の音色がしていたことから「三味線橋」と呼ばれるようになったと伝わる[12]。
- 三味線堀 - 東京都台東区にあった堀[13][14]。

## 関連文献
- 田辺尚雄「東洋の三味線について」『東洋音楽研究』第1958巻第14-15号、社団法人東洋音楽学会、1958年12月、5-14頁、doi:10.11446/toyoongakukenkyu1936.1958.5、ISSN 1884-0272。
- 吉川英史「三絃伝来考」『東洋音楽研究』第1958巻第14-15号、社団法人東洋音楽学会、1958年12月、29-53頁、doi:10.11446/toyoongakukenkyu1936.1958.29、ISSN 1884-0272。